# Dieter Kindlmann
Dieter Kindlmann (* 3. Juni 1982 in Sonthofen) ist ein ehemaliger deutscher Tennisspieler und -coach.

## Leben und Karriere
Dieter Kindlmann spielte ab 1999 Future-Turniere und seit 2001 Challenger-Turniere. 2002 gelang ihm in Thessaloniki der erste Titelgewinn bei einem Future-Turnier. Er beendet das Jahr auf Rang 310 der Weltrangliste. Im Jahr 2003 konnte Kindlmann bei den Challenger-Turnieren in Aschaffenburg und Belgaum das Finale erreichen, und dabei in Aschaffenburg seinen ersten Challenger-Titel gewinnen.
Im April 2004 konnte sich Kindlmann in München erstmals für das Hauptfeld eines ATP-Turniers qualifizieren, verlor jedoch in der ersten Runde gegen Vincent Spadea. Im Mai nahm er bei den French Open erstmals an der Qualifikation für ein Grand-Slam-Turnier teil, erreichte jedoch ebenso wie im Juni in Wimbledon nicht das Hauptfeld. Im Juli konnte Kindlmann beim Challenger-Turnier in Zell das Finale erreichen und gewann eine Woche später in Oberstaufen seinen zweiten Challenger-Titel. Dadurch erreichte er mit Rang 130 seine bis dato beste Platzierung in der Tennisweltrangliste.
Im Januar 2005 schaffte Kindlmann dann bei den Australian Open durch einen Sieg über Gilles Simon im dritten Anlauf erstmals die Qualifikation für das Hauptfeld eines Grand-Slam-Turniers. Gleich in der ersten Runde traf er auf den an Position 8 gesetzten Andre Agassi und blieb in drei Sätzen chancenlos. Direkt im Anschluss an dieses Turnier gewann er in Wolfsburg sein drittes Challenger-Turnier.
Im Mai 2006 qualifizierte sich Dieter Kindlmann zum zweiten Mal für das Hauptfeld beim ATP-Turnier in München, verlor jedoch in der ersten Runde gegen Alexander Peya. Danach gelang ihm in Paris bei den French Open durch einen Sieg über Benjamin Becker zum zweiten Mal die Qualifikation eines Grand-Slam-Turniers und diesmal schaffte er es nach einem Erstrundensieg über Răzvan Sabău in die zweite Runde. Dort war jedoch bei Alberto Martín Endstation. Beim ATP-Turnier von Stuttgart kam Kindlmann mit einer Wildcard ins Hauptfeld, wo er aber in der ersten Runde gegen Hugo Armando verlor.
Das Jahr 2007 verlief nach einer Challenger-Finalteilnahme in Kyōto im März 2007 für Dieter Kindlmann ohne weitere Höhepunkte, und so fiel er im April 2008 bis auf Rang 536 der Weltrangliste. Im Laufe des Jahres 2008 kletterte er jedoch durch Erfolge bei Future- und Challenger-Turnieren wieder höher und gewann im August 2008 in Neu-Delhi seinen vierten Challenger-Titel. Zudem erreichte er im Dezember 2008 bei den Deutschen Tennismeisterschaften in Offenburg das Finale, wo er Florian Mayer unterlag.
Im Januar 2009 nahm Kindlmann bei den Australian Open erstmals seit fast zwei Jahren wieder an einer Grand-Slam-Qualifikation teil und schaffte diese durch Siege unter anderem über Daniel Brands. In der ersten Runde des Hauptfeldes traf er auf Guillermo Cañas, mit dem er sich einen über dreieinhalbstündigen Kampf lieferte, welchen er letztendlich in fünf Sätzen verlor. Im Mai 2009 konnte er sich wie schon 2004 und 2006 für das ATP-Turnier von München qualifizieren, scheiterte dort jedoch in der ersten Runde am Top-20-Spieler Marin Čilić. Nachdem er die Qualifikation für die French Open sowie Wimbledon verpasst hatte, gelang ihm diese im August 2009 erstmals bei den US Open. In der ersten Runde traf er auf den an Nummer 8 gesetzten Nikolai Dawydenko, gegen den er in drei Sätzen verlor. Im Oktober 2009 konnte Kindlmann sich erstmals für das ATP-Turnier von Wien qualifizieren, wo er in der ersten Runde gegen Philipp Kohlschreiber verlor. Er beendete das Jahr 2009 mit seiner bislang besten Jahresendwertung von Rang 173 in der Weltrangliste.
Das Jahr 2010 begann für Dieter Kindlmann wie schon das Vorjahr mit einer erfolgreichen Qualifikation für die Australian Open, unter anderem durch einen Sieg über Marsel İlhan. Und wie schon bei den letzten US Open hieß der Erstrundengegner Nikolai Dawydenko. Während Kindlmann in New York noch gut hatte mithalten können, so gewann er diesmal nur vier Spiele. Nach einem Challenger-Halbfinale in Biella verlor Kindlmann im Mai 2010 bei den French Open zwar in der dritten Qualifikationsrunde gegen Benoît Paire, rückte dann jedoch als Lucky Loser für den erkrankten Florian Mayer ins Hauptfeld nach und traf dort auf den Lokalmatador Gaël Monfils. Nachdem er sich im dritten Satz noch ins Match zurückgekämpft hatte, verlor Kindlmann schließlich in vier Sätzen. Das weitere Jahr verlief wenig erfolgreich für Dieter Kindlmann: Er konnte sich für kein weiteres ATP-Turnier qualifizieren und konnte erst im November 2010 beim Saisonabschluss in Salzburg noch einmal ein Challenger-Viertelfinale erreichen.
Im Januar des Jahres 2011 scheiterte er bei der Qualifikation zu den Australian Open schon in der ersten Runde. Im Februar 2011 erreichte er bei den Challengers in Bergamo und Wolfsburg jeweils das Viertelfinale. Im weiteren Jahresverlauf kam er bei keinem Turnier mehr über die zweite Runde hinaus. Ab August 2011 bestritt er kein Match mehr und fiel daher zum Jahresende aus den Top 500 der Weltrangliste hinaus. Zwischen Februar und Juni 2012 spielte er noch bei einigen Futures, einem Challenger und der Qualifikation in München mit, ehe er aufgrund der Folgen einer Schulteroperation seine Karriere beendete.
Anfang 2013 wurde er von Marija Scharapowa als ständiger Trainingspartner verpflichtet.
Von November 2019 bis Ende Juli 2020 war Kindlmann Trainer von Angelique Kerber. Seit August 2020 betreut er die belarussische Tennisspielerin Aryna Sabalenka als Coach. Seit April 2023 ist er Coach des Schweizer Tennisspielers Dominic Stricker.

## Erfolge
| Legende (Anzahl der Siege)  |
| Grand Slam                  |
| ATP World Tour Finals       |
| ATP World Tour Masters 1000 |
| ATP World Tour 500          |
| ATP World Tour 250          |
| ATP Challenger Tour (7)     |

### Einzel

#### Turniersiege
| Nr. | Datum             | Turnier       | Belag       | Finalgegner       | Ergebnis         |
| --- | ----------------- | ------------- | ----------- | ----------------- | ---------------- |
| 1.  | 7. September 2003 | Aschaffenburg | Sand        | Marcello Craca    | 6:3, 6:4         |
| 2.  | 11. Juli 2004     | Oberstaufen   | Sand        | Jean-René Lisnard | 6:76, 6:2, 6:4   |
| 3.  | 6. Februar 2005   | Wolfsburg     | Teppich (i) | Tobias Summerer   | 7:5, 4:1, aufgg. |
| 4.  | 16. August 2008   | Neu-Delhi     | Hartplatz   | Joshua Goodall    | 7:63, 6:3        |

### Doppel

#### Turniersiege
| Nr. | Datum         | Turnier     | Belag       | Partner            | Finalgegner                    | Ergebnis         |
| --- | ------------- | ----------- | ----------- | ------------------ | ------------------------------ | ---------------- |
| 1.  | 8. März 2008  | Kyōto       | Teppich (i) | Martin Slanar      | Hiroki Kondō Gō Soeda          | 6:1, 7:5         |
| 2.  | 12. Juli 2009 | Oberstaufen | Sand        | Marcel Zimmermann  | Michael Berrer Philipp Oswald  | 6:4, 2:6, [10:4] |
| 3.  | 19. Juli 2009 | Rimini      | Sand        | Matthias Bachinger | Leonardo Azzaro Marco Crugnola | 6:4, 6:2         |